# Анофриев, Олег Андреевич
Оле́г Андре́евич Ано́фриев (20 июля 1930, Геленджик, Северо-Кавказский край, СССР — 28 марта 2018, Козино, Одинцовский район, Московская область, Россия) — советский и российский актёр театра и кино, кинорежиссёр, автор и исполнитель песен. Народный артист Российской Федерации (2004).

## Биография

### Происхождение
Олег Анофриев родился 20 июля 1930 года в Геленджике в семье врача, заведующего медкабинетом на ГПЗ-1, Андрея Сергеевича Анофриева и домохозяйки Марии Гавриловны Анофриевой. Хотя семья жила в Москве, Олег родился в Геленджике, потому что во время летних курортных сезонов отец ежегодно получал назначение главным врачом в санатории на Черноморском побережье (когда родился сын, он был главным врачом санатория МГУ).
С 6 класса занимался в школьном драмкружке, обладал хорошими вокальными данными.
В октябре 1941 года Олег Анофриев с матерью эвакуировались в Свердловск, откуда позже их забрал в Москву комиссованный из армии отец.

### Карьера
После окончания средней школы в 1950 году поступил в Школу-студию МХАТ (курс Сергея Блинникова и Георгия Герасимова). Дипломной работой Анофриева была роль Тони Лумникса в спектакле «Ночь ошибок» по пьесе Оливера Голдсмита.
В 1954 году, окончив школу-студию, по распределению был направлен актёром в Центральный детский театр.
В 1960—1962 годах — актёр Театра имени В. Маяковского.
В 1962—1972 годах — актёр Театра имени Моссовета.
В 1972—1995 годах — актёр Театра-студии киноактёра, некоторое время работал его главным режиссёром.
Начиная с 1990-х годов Анофриев почти не снимался в кино, продал свою трёхкомнатную московскую квартиру и переехал жить в подмосковную деревню.
В 1992 году дебютировал как кинорежиссёр, поставив фильм «Быть влюблённым» с Галиной Польских, Светланой Немоляевой и Александром Лазаревым в главных ролях. В этой картине Анофриев выступил одновременно и в качестве композитора.
В середине 1990-х годов был ведущим телепередачи «Сказочный полдник» на канале РТР.
В 1999 году вёл программу «Домашняя библиотека» на ОРТ.
В 1999 году выпустил книгу «Солдат и балерина», где собраны стихи, тексты песен, воспоминания об актёрах, режиссёрах, исполнителях, с которыми ему довелось работать и встречаться в жизни (Фаина Раневская, Ростислав Плятт, Серафима Бирман, Николай Охлопков, Николай Крючков, Евгений Весник, Георгий Вицин, Анатолий Папанов, Валентин Гафт, Майя Кристалинская и другие).

### Общественная позиция
Не состоял ни в одной политической партии, однако в 1999 году входил в группу поддержки создания избирательного блока «Единство» («Медведь»).
Положительно оценивал деятельность Владимира Путина и Сергея Шойгу.
В 2014 году в интервью газете «Культура» заявил, что на Украине «орудуют» «сентиментальные убийцы, страдающие комплексом неполноценности», целью которых стали «Донецкая и Луганская области — русские люди, которые давно освоили эту территорию и жили на ней собственным трудом». Тем не менее, он не разделял позиции Олега Табакова, который в интервью от июля 2015 года критически высказывался об украинцах.
В 2016 году заявил, что является христианином уже более 50 лет, однако при этом сообщил, что не верит в институт церкви и в посредников между ним самим и Богом.

### Болезнь и смерть
На протяжении жизни Анофриев страдал от ишемической болезни сердца. В возрасте 35 лет перенёс инфаркт. В 2007 году ему была сделана операция аортокоронарного шунтирования.
Скончался 28 марта 2018 года на 88-м году жизни в своём загородном доме в посёлке Козино Одинцовского района Московской области, где жил с семьёй в последние годы.
Прощание с Анофриевым состоялось 30 марта в траурном зале Центральной клинической больницы Управления делами Президента Российской Федерации в Москве. Похороны прошли в тот же день на Аксиньинском кладбище Одинцовского района Московской области.

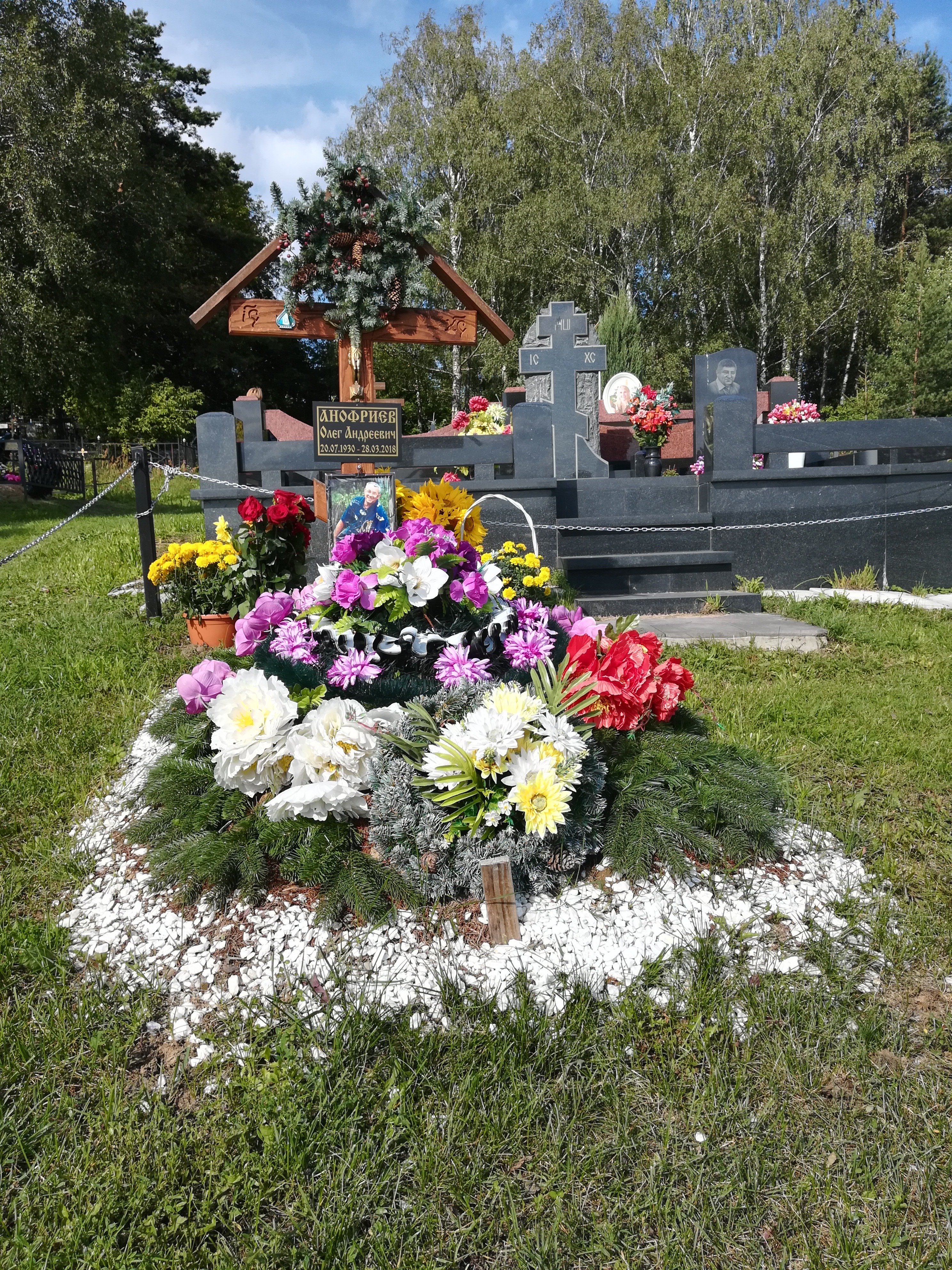
Могила Анофриева

### Память
20 июля 2020 года, в день 90-летия со дня рождения Олега Анофриева на его могиле был торжественно открыт памятник (автор — художник-дизайнер Александр Балаян). 
Именем Олега Анофриева была названа улица в Геленджике.

## Семья
Жена — Наталья Георгиевна Отливщикова (род. 1932), врач.
- Дочь — Мария Олеговна Солоденина (род. 1959), врач-остеопат[источник не указан 439 дней].[19]
  - Внучка — Наталья Анофриева[20]
    - Правнук — Олег Андреевич Анофриев (род. 2010)[19]

Племянник — Борислав Струлёв (род. 1976), виолончелист;
Племянница — Татьяна Владимировна Анофриева (21.11.1940 — 26.07.2019), дирижёр (хормейстер) БДХ, заслуженная артистка России.

## Творчество

### Роли в театре
Центральный детский театр (1954—1960)
- 1954 — «Мнимый больной» Мольера; реж. Олег Ефремов
- 1954 — «В добрый час!» В. Розова; реж. Анатолий Эфрос — Вадим Развалов
- 1955 — «Димка-невидимка» (музыкальная комедия)[23]; реж. Олег Ефремов — Вася, сосед Димки
- 1956 — «Двадцать лет спустя» М. Светлова; реж. Борис Бибиков, Ольга Пыжова — Костя-Налево

Театр имени Моссовета (1962—1973 гг.)
- 1962 — «Василий Тёркин» А. Твардовского; реж. Александр Шапс — Василий Тёркин
- «Время любить» Б. Ласкина — Ромашкин[3]
- 1967 — «Шторм» В. Билль-Белоцерковского; реж. Юрий Завадский — матрос Виленчук
- «Маленькая студентка» Н. Погодина — Худышкин
- «Весенние скрипки» А. Штейна — Гоша

Театр-студия киноактёра
- «Тебе одной и об одной тебе», моноспектакль О. Анофриева

### Постановки
Московский государственный академический театр оперетты
- 1992 — «Только не это, синьор Хуан!», мюзикл по пьесе «Последняя женщина сеньора Хуана» Л. Жуховицкого — сценарист, поэт, композитор (совместно с Н. Друженковым), режиссёр[24][25].

Мытищинский театр драмы и комедии ФЭСТ
- 2004 — «Тень», мюзикл по пьесе Е. Шварца — поэт, композитор[24].

## Фильмография

### Актёр
| Год  |     | Название                            | Роль                                           |
| ---- | --- | ----------------------------------- | ---------------------------------------------- |
| 1955 | кор | Секрет красоты                      | Эдик, стиляга                                  |
| 1955 | ф   | За витриной универмага              | Слава Сидоркин, комсорг отдела готового платья |
| 1956 | ф   | Путешествие в молодость             | Кока Крушинский, стиляга                       |
| 1956 | ф   | В добрый час!                       | Вадим Развалов                                 |
| 1958 | ф   | Девушка с гитарой                   | Савушкин                                       |
| 1960 | ф   | Простая история                     | молодой агроном                                |
| 1961 | ф   | Артист из Кохановки                 | Миша, техник-строитель                         |
| 1961 | ф   | Алые паруса                         | Летика, матрос Грэя                            |
| 1962 | ф   | Весёлые истории                     | Федька                                         |
| 1962 | ф   | Коллеги                             | Владька Карпов                                 |
| 1964 | ф   | Сказка о потерянном времени         | старый Петя Зубов                              |
| 1965 | ф   | Друзья и годы                       | Вадим Лялин                                    |
| 1966 | тф  | Сказки русского леса                | охотник за новогодним творчеством              |
| 1966 | ф   | Проверено — мин нет                 | Мамалыжкин, советский сапёр                    |
| 1969 | тф  | Похищение                           | пожарный                                       |
| 1969 | кор | Фитиль №85 (сюжет «Подснежники»)    | лыжник                                         |
| 1970 | ф   | В Москве проездом…                  | Олег                                           |
| 1971 | тф  | Алло, Варшава!                      | Стефан Скавронский, заместитель редактора      |
| 1972 | тф  | Масштабные ребята                   | рассказчик                                     |
| 1973 | ф   | Берега                              | от автора                                      |
| 1974 | ф   | Автомобиль, скрипка и собака Клякса | музыкант                                       |
| 1974 | тф  | Северный вариант                    | Кожеватов                                      |
| 1975 | ф   | Мой дом — театр                     | Шмыга                                          |
| 1975 | тф  | Под крышами Монмартра               | дядюшка Франсуа                                |
| 1976 | тф  | Первый рейс                         | Сергей                                         |
| 1976 | ф   | Солнце, снова солнце                | Копейка, рыбак из бригады Таранца              |
| 1976 | ф   | Обыкновенная Арктика                | Степан Грохот                                  |
| 1977 | ф   | Инкогнито из Петербурга             | Пётр Иванович Бобчинский                       |
| 1978 | ф   | Додумался, поздравляю!              | Евгений Чернов                                 |
| 1978 | ф   | Случайные пассажиры                 | инспектор ГАИ, старший сержант милиции         |
| 1978 | ф   | Кот в мешке                         | Панин                                          |
| 1978 | ф   | Схватка в пурге                     | шофёр Миша                                     |
| 1978 | ф   | Пока безумствует мечта              | Такао-хара, японский пилот                     |
| 1978 | ф   | Поворот                             | адвокат                                        |
| 1979 | ф   | Ссыльный № 011                      | Надеин, поручик                                |
| 1979 | ф   | Примите телеграмму в долг           | участковый милиционер                          |
| 1979 | тф  | Бабушки надвое сказали…             | милиционер                                     |
| 1981 | ф   | Будьте моим мужем                   | отдыхающий-ветеринар                           |
| 1982 | ф   | Там, на неведомых дорожках…         | Соловей-разбойник                              |
| 1982 | ф   | Нежданно-негаданно                  | сосед Жанны, библиофил                         |
| 1983 | ф   | Спокойствие отменяется              | дед Потап                                      |
| 1983 | тф  | Человек на полустанке               | Василий                                        |
| 1983 | ф   | Тайна виллы «Грета»                 | главный редактор                               |
| 1984 | ф   | Герой её романа                     | Петя Божко                                     |
| 1985 | ф   | После дождичка в четверг            | царь Авдей                                     |
| 1986 | ф   | Хорошо сидим!                       | шеф                                            |
| 1986 | ф   | Секунда на подвиг                   | Гуренко                                        |
| 1987 | мтф | Гардемарины, вперёд!                | Нолькен, шведский посол                        |
| 1987 | ф   | Человек с бульвара Капуцинов        | тапёр                                          |
| 1989 | ф   | Криминальный квартет                | Матвей Иосифович Фельдман (МИФ), завскладом    |
| 1989 | ф   | Две стрелы. Детектив каменного века | Барабанщик                                     |
| 1990 | ф   | Захочу — полюблю                    | Хмылёв                                         |
| 1992 | ф   | Назад в СССР                        | таксист                                        |
| 1995 | тф  | Маша и звери                        | дедушка                                        |
| 1995 | ф   | Московские каникулы                 | командир самолёта                              |
| 1996 | док | Бродвей моей юности                 | Имя персонажа не указано                       |
| 1997 | тф  | Звёздная ночь в Камергерском        | участник капустника МХТ                        |
| 1999 | ф   | Опять надо жить                     | Николай Иванович, начальник станции            |

### Режиссёр
- 1992 — Быть влюблённым (режиссёр и композитор)[источник не указан 412 дней]

### Вокал в фильмах
- 1958 — «Девушка с гитарой» — песня «Каждый день с тобою рядом» (дуэт с Ларисой Соболевской)
- 1961 — «Артист из Кохановки» — песня «А сердце так стучит»
- 1962 — «Коллеги» — песня «Палуба»
- 1964 — «Хоккеисты» — песня «Синий лёд»
- 1965 — «Друзья и годы» — песня «Это было недавно, это было давно»
- 1965 — «Петух» — песня «Песенка ни о чём»
- 1966 — «Проверено — мин нет» — песня «Солдатское письмо»
- 1968 — «Улыбнись соседу» — финальная песня
- 1969 — «Последние каникулы» — песня «Ты погоди» (дуэт с Зоей Харабадзе)
- 1970 — «Приключения жёлтого чемоданчика» — песня «Весёлый ветер»
- 1971 — «Френсис Дрейк» — «Давно покинув землю» (автор музыки и слов)
- 1972 — «Точка, точка, запятая» — песня «Будьте здоровы», «Точка, точка, запятая»
- 1972 — «Масштабные ребята» — песни «Белая земля», «Дом непросто сложить», «Удивительное дело», «Помнится, давным-давно» (дуэт с Ларисой Голубкиной)
- 1973 — «Земля Санникова» — Крестовский, песни «И солнце всходило», «Есть только миг»
- 1973 — «Великие голодранцы» — песня «Может быть, паду я пулей скошенный»
- 1973 — «Берега» — песня «В лесу», от автора
- 1973 — «Жили три холостяка» — Андрей (вокал)
- 1974 — «Автомобиль, скрипка и собака Клякса»
- 1974 — «Северный вариант» — «Песня геологов»
- 1975 — «Не может быть!» — вокал, финальная песня
- 1975 — «Что с тобой происходит?»
- 1975 — «Капитан Немо» — песня «Женщина с зелёными глазами»
- 1976 — «Сказ про то, как царь Пётр арапа женил» — вокал
- 1976 — «Солнце, снова солнце» — песня «Марш кинематографистов»
- 1976 — «Сделано в Фитиле. Выпуск 3» — «Песня об улыбке»
- 1977 — «Волшебный голос Джельсомино» — король Джакомон, Калимер (вокал)
- 1977 — «Инкогнито из Петербурга» — Хлестаков, песня «Ах, Петербург»
- 1978 — «Голубка» — песня «Твой поезд отходит» (с Татьяной Дасковской)
- 1978 — «Живите в радости» — песня «Скажи, зачем нам друг друга терять?»
- 1978 — «Кот в мешке» — песня «Одуванчики»
- 1979 — «Незнакомка» — песня «Незнакомка», песня «Аптека, улица, фонарь»
- 1981 — «Шофёр на один рейс» — «Из дома вышел человек» (вокал за Юрия Дуванова)
- 1982 — «Гляди веселей» — Ходжа Насреддин, багдадский вор (вокал)
- 1982 — «Принцесса цирка» — Тони, князь (вокал)
- 1982 — «Там, на неведомых дорожках…» — песня «Хвала Кощею»
- 1983 — «Двое под одним зонтом» — Песня о цирке
- 1983 — «Приключения маленького Мука» — Песня скорохода / Песня тюремщика
- 1985 — «Осторожно, Василёк!» — песня «Хорошо быть дедом»
- 1986 — «Хорошо сидим!» — Песня алкоголиков
- 1987 — «Гардемарины, вперёд!» — вокал (в дуэте с Дмитрием Харатьяном)
- 1991 — «Безумная Лори» — песня «Раскаяние доктора Макдьюи»

### Озвучивание мультфильмов
- 1957 — Снежная королева — Оле-Лукойе (переозвучка восстановленной версии на киностудии им. Горького, 1982 г.)
- 1961 — Заокеанский репортёр — Боб Скетч (вокал)
- 1964 — Ситцевая улица — Хлопкоочистительная машина / Челнок (вокал)
- 1964 — Храбрый портняжка — Портняжка
- 1969 — Бременские музыканты — Трубадур, Атаманша, Пёс, Кот, Петух и другие (вокал)
- 1969 — Что такое хорошо и что такое плохо — Карандаш
- 1969 — Ну, погоди! (сюжет из выпуска № 1 детского мультипликационного журнала «Весёлая карусель») — Волк[27]
- 1970 — Отважный Робин Гуд — Робин Гуд / читает текст
- 1972 — Да здравствует природа! — мотоциклист-браконьер / пёс
- 1973 — Сказка о попе и о работнике его Балде — все персонажи
- 1973 — Новые приключения Золодува — Золодув / попугай
- 1974 — Шёл трамвай десятый номер… — пассажиры трамвая / исполнение песни о Фоме
- 1974 — Сказка за сказкой («Петер — весёлый обманщик») — вокал / все роли
- 1974 — Как Львёнок и Черепаха пели песню — Черепаха / Львёнок
- 1974 — Состязание — менестрель (вокал)
- 1975 — В порту — мальчик-мексиканец, капитан танкера, крановщик, медведь и другие (вокал)
- 1975 — В стране ловушек — (серия 2 — «Из огня да в полымя») Суховодов
- 1976 — Слушается дело о... Не очень комическая опера
- 1976—1977 — Незнайка в Солнечном городе[28]
- 1977 — Наш добрый мастер — исполнение песни
- 1978 — Горный мастер — читает текст
- 1979 — Ох, отдохнул — старик
- 1979 — Очень синяя борода — пёс-шут герцога / народ
- 1980 — Сказка о весёлом клоуне — Клоун (нет в титрах)
- 1981 — Ничуть не страшно — Старый страх / Лохматый страх
- 1982 — Тайна сундука — рассказчик и все роли
- 1983 — Змей на чердаке — Старый страх / Лохматый страх
- 1983 — Где обедал воробей? (в сборнике «Весёлая карусель» № 14) — читает текст
- 1983 — Ловись, рыбка! — Волк / Сом (в титрах не указан)
- 1986 — Дореми — все персонажи
- 1991 — Соловей — придворный / посол / Смерть / призраки

### Дубляж
- 1946 — Большие надежды — взрослый Герберт Покет (Алек Гиннесс)
- 1961 — Вестсайдская история — Айс (Такер Смит) (дубляж киностудии «Союзмультфильм», 1979 г.)
- 1967 — Книга джунглей — Король Луи (дубляж студии «Пифагор», 2007 г.)[29][30]
- 1980 — Мнимый больной — Флеран, аптекарь (Владимир Фирсов)
- 1986 — Хорошо сидим! — третий пассажир (Борислав Брондуков)
- 1993 — Миссис Даутфайр — Дэниэл Хиллард / миссис Даутфайр (Робин Уильямс)
- 1998 — Поли — попугай Поли (Джей Мор)

### Работы на телевидении
- 1961 — КВН — вокал (песня «В урочный день, в урочный час»)
- 1982 — Спокойной ночи, малыши! — вокал (песня «Спят усталые игрушки»)

### Автор песен
Олег Анофриев написал более 50 песен, романсов и мелодий, многие из которых звучали по радио, телевидению, в том числе и в кинофильмах. Некоторые из них:
- «Река-судьба»
- «Одуванчики»
- «Колыбельная»
- «Весенняя»
- «Водолаз»
- «Какая песня без баяна»
- «Идеальный ремонт»
- «Лунная дорожка»

### Исполнитель песен
Олег Анофриев исполнил и записал свыше 200 различных песен, в том числе к мультипликационным и кинофильмам. Вот некоторые из них:
- 1956 — «Песенка шофёра» для кинофильма «Там, где кончается асфальт» бразильского режиссёра Освальду Сампайю («Не страшны тебе ни дождь, ни слякоть, резкий поворот и косогор…»)[31].
- 1961 — «В урочный день, в урочный час» Юрий Саульский на слова Виктора Орлова для телепередачи КВН
- 1962 — «Песня о друге» Андрея Петрова на слова Григория Поженяна для кинофильма «Путь к причалу».
- 1965 — «Песня ни о чём» для фильма «Петух».
- 1964 — «Спят усталые игрушки» Аркадия Островского на стихи Зои Петровой для цикла передач «Спокойной ночи, малыши!».
- 1969 — Озвучивал мультфильм «Бременские музыканты» (исполнил партии: Трубадура, Атаманши, Разбойников, Короля, Петуха, Кота, Пса, охранников короля), спел песни Геннадия Гладкова на стихи Юрия Энтина:

1. «Ничего на свете лучше нету» (с Анатолием Гороховым, а также с Эльмирой Жерздевой и Анатолием Гороховым в финале мультфильма)
2. Дуэт Трубадура и Принцессы (с Эльмирой Жерздевой)
3. «Говорят, мы бяки-буки» (с Анатолием Гороховым)
4. Песня королевской охраны (с Анатолием Гороховым)
5. Песня разбойников (переодетых Бременских музыкантов) (с Анатолием Гороховым)
6. Притворная песня Трубадура («Куда ты, тропинка, меня привела?»)

- 1970 — «Ветер и флюгера» для фильма «Приключения жёлтого чемоданчика»
- 1972 — «Точка, точка, запятая»
- 1973 — в телефильме «Жили три холостяка»:

1. «Песня о дружбе»
2. «Песня холостяков»
3. «Пешеход»
4. «Песня друзей»
5. «Зелёный змей» (с Фёдором Чеханковым)
6. «Шотландская застольная» Бетховена
7. «Песня о золотой рыбке» (Романс Андрея) Никиты Богословского на стихи Михаила Танича

- 1973 — в кинофильме «Земля Санникова» (музыка Александра Зацепина, слова Леонида Дербенёва):

1. «Есть только миг»
2. «Всё было»

- 1975 — «Женщина с зелёными глазами» (музыка Александра Зацепина, слова Леонида Дербенёва) для кинофильма «Капитан Немо»
- 1977 — в кинофильме «Волшебный голос Джельсомино» (музыка Игоря Ефремова, слова Леонида Дербенёва):

1. «Песня доносчика Калимера»
2. «Песня короля Джакомона»

- 1982 — песня на стихи Юрия Коваля (музыка Мобила Бабаева) в мультфильме «Тайна сундука»[32]
- 1985 — песня к фильму «Осторожно, Василёк!» на музыку Анны Икрамовой и слова Евгения Аграновича.
- 1987 — в телефильме «Гардемарины, вперёд!» (музыка Виктора Лебедева, слова Юрия Ряшенцева):

1. «Песня байстрюка» — студийная версия (исполнитель оригинальной версии неизвестен).
2. «Дороги» — с Виктором Борцовым.
3. «Песня о разлуке» — с Еленой Камбуровой.
4. «Не вешать нос!» — с Дмитрием Харатьяном.

- 2001 — «Дружная семейка» на музыку и слова Юрия Володарского.
- 2009 — «Патефон» на слова Константина Максимюка в исполнении группы «Пиджаки»[33].
- 2013 — написал и исполнил вступительную песню к циклу аудиоспектаклей для детей — «Развивающая аудиоэнциклопедия», Александр Лукин.

## Дискография
- 1962 — «Качели», «Пенный прибой», «Море», «Колыбельная». Мини-альбом
- 1963 — «Песня из к/ф „Там, где кончается асфальт“», «Песня из к/ф „Артист из Кохановки“», «Палуба», «Аэлита». Мини-альбом
- 1967 — «Подснежник», «Ветерок, лети к невесте», «Водолаз», «Купи мне шарик». Мини-альбом
- 1972 — «Сказка про русского солдата», инсценировка (музыка Г. Гладкова). «Мелодия», СМ3119-20
- 1974 — «В порту», песенная сюита на стихи С. Козлова. «Мелодия», 33С4711-12
- 1978 — «Былина о Дунае, Добрыне и Владимире Красно солнышко», русская народная сказка. «Мелодия», 33 С50—11555-56
- 1979 — «Волшебное яблочко», русская сказка. «Мелодия», C51-14903-4
- 1981 — Олег Анофриев поёт свои песни. «Мелодия», C60-16119-20
- 1995 — «Тень», мюзикл[34]
- 1996 — «Золотая моя Москва», песни о родном городе
- 2002 — «Симфония любви». Романсы и песни
- 2008 — Олег Анофриев. «Друзьям с Рублёвки…»

## Радиоспектакли
- 1978 — «Следы в пустоте» А. Ромова — капитан Сторожев Сергей Валентинович, руководитель берегового оперативного отдела района
- 1979 — «Хоттабыч» — читает текст от автора и исполняет песни

## Награды и звания
- Почётное звание «Заслуженный артист РСФСР» (17 апреля 1969 года) — за заслуги в области советского театрального искусства[35]
- Почётное звание «Народный артист Российской Федерации» (15 января 2004 года) — за большие заслуги в области искусства[36]
- Почётный гражданин города Русе (Болгария) — за роль Василия Тёркина в одноимённой постановке Театра имени Маяковского.

## Фильмы об Олеге Анофриеве
- 2010 — «Олег Анофриев. Между прошлым и будущим» («Первый канал»)
- 2015 — «Олег Анофриев. Первый на вторых ролях» («ТВ Центр»)
- 2020 — «Больше, чем любовь. Олег Анофриев и Наталья Отливщикова. Пожизненно влюблён» («Культура»).